# Macrovipera lebetina
Macrovipera lebetina är en ormart som beskrevs av Linné 1758. Macrovipera lebetina ingår i släktet Macrovipera och familjen huggormar.

## Beskrivning
En stor huggorm med kort och brett huvud med långa gifttänder, gulaktig, grå till gråbrunaktig grundfärg på ovansidan och ljusare buk med mörka fläckar. Ryggen har en rad av rosettformade teckningar med mörkare kant som kan förenas i en sicksacklinje. Arten kan bli upp till 1,6 m lång; honorna blir större än hanarna.

## Ekologi
Arten lever i torra och klippiga bergsområden med sparsam buskvegetation på mellan 1 000 och 2 500 meters höjd. Den är främst nattaktiv. Giftet är mycket starkt, och arten betraktas som dödlig.
Giftet orsakar framför allt svullnad, blödningar, vävnadsdöd och cirkulationsrubbningar med kraftig sänkning av blodtrycket. Viss neurologisk påverkan förekommer också. Det är vanligt att den döda vävnaden blir sekundärinfekterad av bakterier, ibland överförda i samband med bettet.

## Utbredning
Macrovipera lebetina har en vidsträckt utbredning från östra Medelhavsområdet (inklusive Turkiet och västra Nordafrika) samt södra Ryssland österut till Kazakstan och Tadzjikistan, söderut till Afghanistan, Pakistan och nordvästra Indien. För en mer detaljerad beskrivning, se Underarter nedan.

## Underarter
Arten delas in i följande underarter:
- M. l. lebetina som finns i södra Turkiet, Cypern, norra Irak och nordvästra Syrien[7]
- M. l. cernovi finns i Turkmenistan, Iran, Uzbekistan, Afghanistan, Indien (delstaten Kashmir) och Pakistan[7]
- M. l. obtusa finns i nordöstra Turkiet, Irak, Iran, Afghanistan, Syrien, Armenien, Azerbajdzjan, Georgien, Jordanien, Libanon och Pakistan[7]
- M. l. peilei finns i södra Afghanistan, Pakistan och Indien (Kashmir)[8] (underarten har till alldeles nyligen varit ifrågasatt[9][10])
- M. l. transmediterranea finns i Algeriet och Tunisien[7]
- M. l. turanica finns i Tadzjikistan och Uzbekistan[7]